# Иорданский, Александр Николаевич
Александр Николаевич Иорда́нский (1903—1971) — советский учёный в области фотохимии.

## Биография
А. Н. Иорданский родился 16 (29) января 1903 года. В 1936—1937 годы работал на киностудии «Союздетфильм», в 1937—1939 годах — на киностудии «Мосфильм», с 1939 года — в НИКФИ. Участвовал в разработке и внедрении двухцветного виражного и гидротипного методов производства фильмов. Работы учёного сыграли значительную роль в создании цветных кинофильмов. При его участии разработан и внедрён комплект цветных киноплёнок с маскирующими компонентами. Является автором принципиально нового способа цветной спектрозональной аэрофотографии, который позволил существенно повысить объем полезной информации, получаемой при фотографировании с различных высот и из Космоса. Доктор технических наук. Член ВКП(б) с 1944 года. Похоронен на Химкинском кладбище.

## Награды и премии
- Сталинская премия третьей степени (1950) — за участие в разработке нового типа фотоматериалов
- орден Трудового Красного Знамени (15.09.1948) — за успешную работу в области цветной кинематографии
- орден «Знак Почёта» (14.04.1944)